# Брейниак
Брейниак: Гавра с науката е британско псевдонаучно телевизионно шоу. В европейските държави се излъчва по Discovery Channel. Водещи са Ричард Хамънд и Джон Тикъл. Във втори сезон към тях се присъединява Шарлот Хъдсън. В пети сезон Вик Рийвс заменя Хамънд.
Шоуто има повече комичен ефект, отколкото стриктна научна точност. Програмата е позната с това, че в края на всеки епизод екипът взривява по една каравана.

## Експерименти
Водещите правят необичайни експерименти и демонстрации, „за да не ги правите вие“. Ето някои от темите:
- В коя точка „малко“ става „много“?
- Какво не бива да се слага в микровълновата?
- Опит да се унищожи черна кутия (която всъщност е жълта).
- Ходене по повърхността на басейн, пълен с крем-карамел.
- Щастието увеличава ли умствените способности?
- Кой плод плава?
- Какво е това? Проба от даден предмет е увеличена 25-450 пъти под микроскоп и зрителите трябва да разпознаят предмета.
- Сравнение на преимуществата и недостатъците в различни ситуации на:
  - дебел и слаб човек
  - висок и нисък човек
  - мъж и жена.
- Неща, които тялото на Джон Тикъл не може да направи.
- Неща, които тялото на Джон Тикъл може да направи.
- Пускане на предмети от височина и следене дали ще се счупят или ще отскочат.